# Вамелкин, Леонид Евгеньевич
Леонид Евгеньевич Вамелкин (1882—1917) — русский офицер военно-воздушного флота, подполковник. Герой Первой мировой войны.

## Биография
Происходил из дворян Новгородской губернии. Отец, Евгений Павлович Вамелкин, с конца 1870-х гг. служил начальником ст. Подберезье Новгородской железной дороги, далее его служба была связана с полицейским управлением. Брат, Дмитрий Евгеньевич Вамелкин, был офицером (капитаном) дислоцированного в Новгороде 85-го пехотного Выборгского полка.
В службу вступил в 1900 году вольноопределяющимся в Выборгский 85-й пехотный полк. В 1904 году из унтер-офицеров произведён в подпоручики. В 1908 произведён в поручики, в 1912 году в штабс-капитаны, командир роты Выборгского 85-го пехотного полка. В 1912 году окончил Авиационную школу Императорского всероссийского аэроклуба был пилотом-авиатором и инструктором Новгородского отдела аэроклуба.
С 1914 года участник Первой мировой войны, ротный командир Выборгского 85-го пехотного полка.

Высочайшим приказом от 20 июля 1915 года за храбрость награждён Георгиевским оружием: 
За то, что   командуя 12-ю разведчиками 18 февраля 1915 г. в районе Витыне-Сестржанке захватил с боя в плен 18-ть германцев

Приказом по Армии и Флоту от 13 октября 1916 года за храбрость был награждён орденом Святого Георгия 4-й степени: 
28-го августа 1915 года в бою у д. Лазы, приняв за убылью всех офицеров одну из рот полка и получив приказание сбить противника с командующей высоты, под убийственным артиллерийским и пулемётным огнём быстро развернул роту и стремительным штыковым ударом опрокинул немцев, взяв с боя действующий немецкий пулемёт
В 1916 году произведён в капитаны, офицер 2-го корпусного артиллерийского авиационного отряда.
С 1917 года подполковник — прикомандированный преподаватель к Офицерской воздухоплавательной школе.
28 августа (10 сентября по новому стилю) 1917 года вылетел по маршруту Винница — Староконстантинов. Самолёт разбился недалеко от селения Семя Бажановцы — отказал двигатель. Летчик-наблюдатель Бонч-Бруевич погиб сразу. Разбившийся Вамелкин был доставлен в лазарет, но спасти пилота не удалось.
Родные привезли тело Вамелкина в Новгород. Похоронен на кладбище Духова монастыря — с отданием воинских почестей, при огромном скоплении народа. На могиле, по лётному обычаю, установили винт самолёта. В 1930-е гг. захоронение было разрушено и утеряно.

## Награды
- Орден Святого Станислава 3-й степени с мечами и бантом (ВП 14.11.1906; ВП 11.01.1917)
- Орден Святой Анны 3-й степени с мечами и бантом (Мечи — ВП 05.11.1915)
- Орден Святого Станислава 2-й степени с мечами (Мечи — ВП 09.06.1915)
- Орден Святой Анны 4-й степени «За храбрость» (ВП 20.06.1915)
- Орден Святой Анны 2-й степени с мечами (ВП 25.06.1915)
- Орден Святого Владимира 4-й степени с мечами и бантом (ВП 25.06.1915)
- Георгиевское оружие (ВП 02.07.1915)
- Высочайшее благоволение (ВП 29.07.1916; ВП 06.09.1916)
- Орден Святого Георгия 4-й степени (ВП 13.10.1916)